# Sympistis leucofasciata
Sympistis leucofasciata là một loài bướm đêm trong họ Noctuidae.